# فناوری غذا

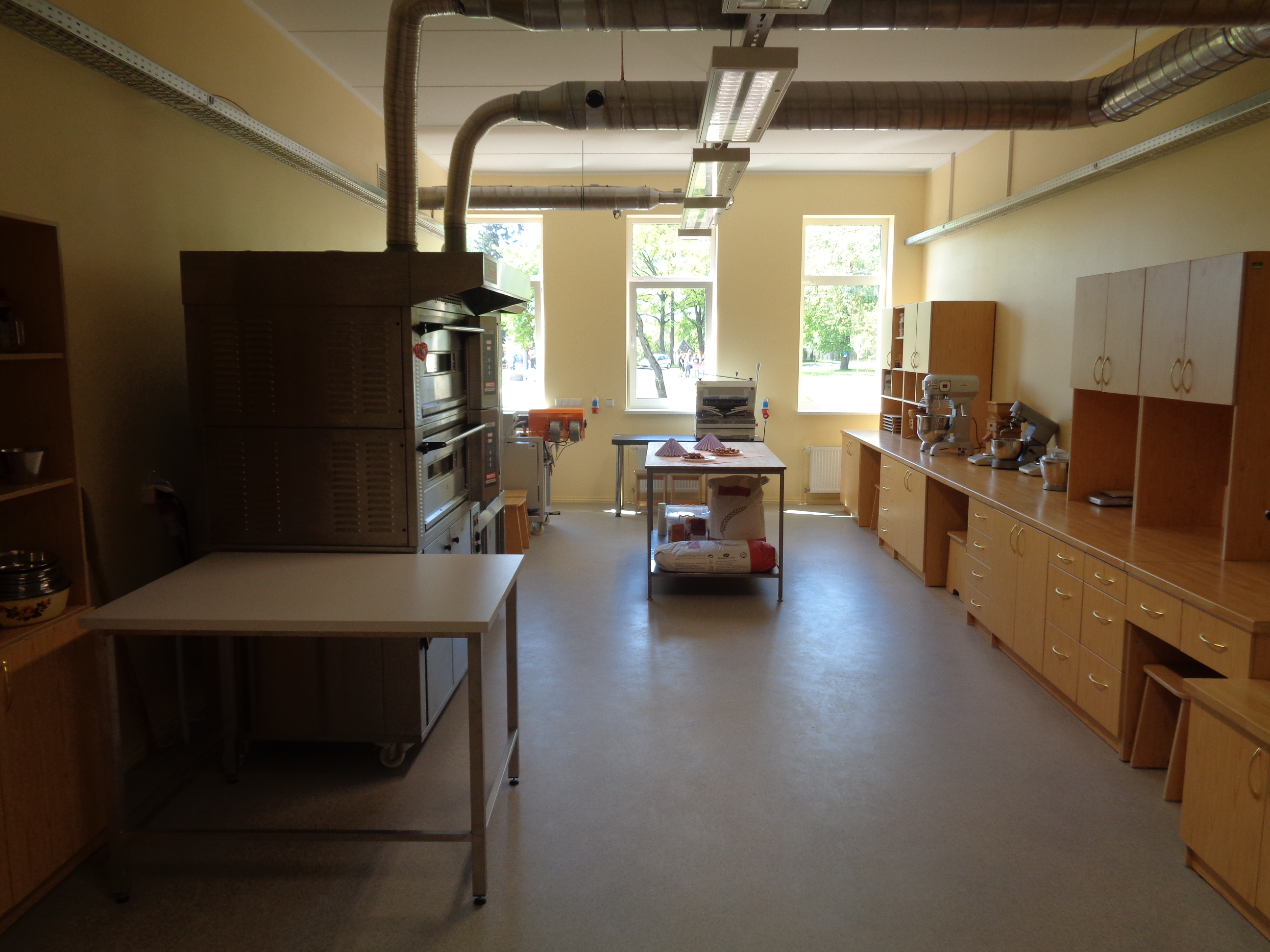
این تصویر نشان دهنده ی ارتباط شیمی و فیزیک و مهندسی با ساخت و فراوری غذاستوسایل اشبز خانه از قبیل چاقو.گاز و قابلمه و ....

فناوری غذا (انگلیسی: Food technology) به‌کارگیری مجموعه‌ای از رشته‌های علمی و کاربردی از قبیل شیمی، زیست‌شناسی، فیزیک و مهندسی برای تبدیل، فراوری، حمل‌ونقل و نگهداری محصولات غذایی است.